# Marang
Marang est un district de l'État du Terengganu en Malaisie. Son chef-lieu est Bandar Marang.
Sa population était estimée à 102 500 habitants en 2014.